# پروژه ماه عزیز

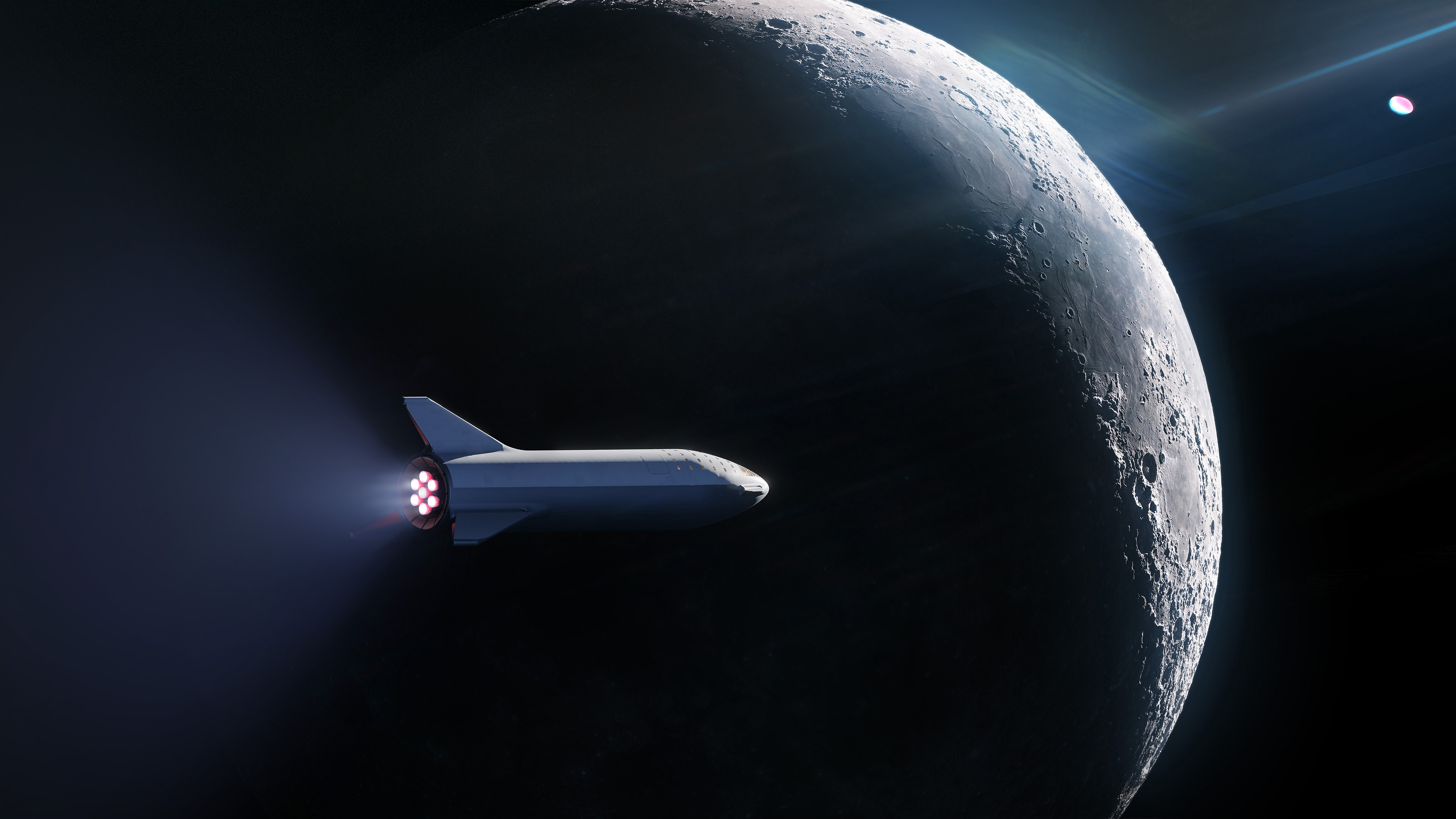
تصویری هنری از پرواز استارشیپ با موتورهای روشن هنگام پرواز کناری ماه

پروژه ماه عزیز یا دییِر مون (به انگلیسی: DearMoon)، ماموریت گردشگری ماه و پروژه‌ای هنری است که توسط میلیاردر ژاپنی یوساکو مائزاوا طراحی و تامین بودجه شده است. این فضاپیما از فضاپیمای اسپیس‌اکس استارشیپ استفاده می‌کند. این پرواز فضایی خصوصی در مسیر دور ماه از کنار آن عبور می‌کند. مسافران شامل مائزاوا و هشت غیرنظامی دیگر خواهند بود و ممکن است یک یا دو خدمه نیز آن‌ها را همراهی کند. این پروژه در سپتامبر 2018 رونمایی شد و قرار است در سال 2024 اجرایی شود. هدف پروژه این است که هشت مسافر همراه مائزاوا در توری شش روزه و رایگان در اطراف ماه سفر کنند. مائزاوا انتظار دارد که تجربه گردشگری فضایی، الهام‌بخش مسافران همراه شود تا اثری جدید خلق کنند. این اثر هنری مدتی پس از بازگشت به زمین برای کمک به ترویج صلح در سراسر جهان، به نمایش گذاشته می‌شود.

## لینک‌های بیرونی
- وبگاه رسمی